# Villa Agnedo
Villa Agnedo é uma comuna italiana da região do Trentino-Alto Ádige, província de Trento, com cerca de 811 habitantes. Estende-se por uma área de 14 km², tendo uma densidade populacional de 58 hab/km². Faz fronteira com Scurelle, Strigno, Ivano-Fracena, Ospedaletto, Castelnuovo, Asiago (VI).